# Diana Ebert
Diana Ebert (* 1986 in Erfurt) ist eine deutsche Schauspielerin und Synchronsprecherin.

## Leben
Noch vor der Öffnung der innerdeutschen Grenze im November 1989 flohen die Eltern Diana Eberts über die Deutsche Botschaft Prag in die Bundesrepublik Deutschland. Ebert wuchs in Hamburg auf und studierte von 2010 bis 2014 am Salzburger Mozarteum. Nach verschiedenen Auftritten an Salzburger Bühnen während ihrer Ausbildung (u. a. am Landestheater), kehrte sie nach Hamburg zurück und spielte 2014 am Altonaer Theater.  Von 2014 bis 2017 schloss sich ein mehrjähriges Festengagement am Oldenburgischen Staatstheater an. Seitdem ist Ebert freischaffend tätig und gastierte zwischen 2018 und 2020 am Berliner RambaZamba Theater in der Komödie Pension Schöller. 2019 stand sie in der Rolle der Natascha auf der Bühne des Landestheaters Coburg in Anton Tschechows Drama Drei Schwestern.
Seit 2005 steht Diana Ebert sporadisch vor der Kamera, häufig als Gastdarstellerin in bekannten Serien. Gelegentlich arbeitet sie auch als Synchronsprecherin und als Sprecherin in Werbefilmen oder Voiceover in Netflix-Produktionen.
Diana Ebert lebt in Berlin.

## Filmografie (Auswahl)
- 2005: Doppelter Einsatz – Mord auf dem Stundenplan
- 2007: Das Herz ist ein dunkler Wald
- 2015: Sometimes the Blues (Kurzfilm)
- 2016: 1000 Mexikaner
- 2017: Die Bergretter – Entscheidung im Eis
- 2019: Notruf Hafenkante – Reichsbürger
- 2020: Die Küstenpiloten – Kleine Schwester, großer Bruder
- 2021: SOKO Wismar – Die Ordnung der Dinge
- 2022: Sweet Disaster
- 2023: LasVegas

## Synchronrollen
- 2023: Navy CIS: L.A. für Marnee Carpenter als Alice Morgan
- 2023–2024: Nier: Automata Ver1.1a für Keiko Isobe als YoRHa No.2 Type B

## Auszeichnungen
- 2013: Ensemblepreis beim Schauspielschultreffen 2013 in Berlin
- 2013: Studierendenpreis beim Schauspielschultreffen 2013 in Berlin
- 2015: Nominierung zur Besten Nachwuchsschauspielerin des Jahres der Zeitschrift Theater heute